# باول رامبل
باول رامبل (بالإنجليزية: Paul Rumble)‏ هو لاعب كرة قدم بريطاني في مركز الدفاع، ولد في 14 مارس 1969 في هيميل هيمبستيد ‏ في المملكة المتحدة. لعب مع سكونثورب يونايتد ونادي واتفورد وهيميل هيمبستيد تاون.